# Tous toqués!
Pour plus de détails, voir Fiche technique et Distribution.
Tous toqués! est un film québécois réalisé par Manon Briand sorti en 2024. Il met en vedette Julie Le Breton, Édouard Baer et Élodie Fontaine.

## Synopsis
Sonia travaille comme douanière à la frontière entre le Québec et les États-Unis. Un jour, elle confisque la glacière et les couteaux de cuisine de Victor, un chef français installé aux États-Unis et qui voulait rendre visite à sa fille pour son anniversaire. Sonia est une femme totalement intransigeante dans son travail et au fil des années elle s'est mis à dos de nombreux villageois, ce qui vaut à sa fille Lili-Beth de se faire détester par ses camarades de classe. Mais lorsque celle-ci s'inscrit à un concours national de Petits Chefs, elle n'a d'autre solution que de retrouver Victor et lui demander son aide afin d'éviter à Lili-Beth une nouvelle humiliation. Victor n'a jamais réussi de concours de sa vie et malgré son talent et ses ambitions, il est réduit à travailler comme simple commis en cuisine. Au début réticent à la sollicitation de Sonia, il finit par accepter d'aider sa fille pour un week-end, y voyant une occasion d'être enfin reconnu.

## Fiche technique
Sauf indication contraire, les informations mentionnées dans cette section peuvent être confirmées par la base de données cinématographiques IMDb,  présente dans la section « Liens externes ».
- Titre original : Tous toqués!
- Titre de travail : Le Chef et la Douanière
- Réalisation et scénario : Manon Briand
- Musique : Michel Corriveau (en)
- Conception visuelle : Élise de Blois
- Costumes : Judy Jonker
- Maquillage : Djina Caron (en)
- Coiffure : Nermin Grbic
- Photographie : Jean-François Lord (en)
- Son : Stephen De Oliviera, Pierre-Jules Audet, Luc Boudrias
- Montage : Yvann Thibaudeau
- Production : Pierre Even
- Société de production : Item 7
- Société de distribution : Sphère Films
- Pays de production :  Canada
- Langue originale : français
- Format : couleur
- Genre : comédie
- Durée : 90 minutes
- Dates de sortie :
  - Canada : 4 septembre 2024 (première à La Maison du Cinéma à Sherbrooke)[1]
  - Canada : 9 septembre 2024 (première montréalaise au cinéma Cinéplex Odeon Quartier Latin)[2]
  - Canada : 13 septembre 2024 (sortie en salles au Québec)
- Classification :
  - Québec : Visa général[3]

## Distribution
- Julie Le Breton : Sonia Latendresse, la douanière
- Édouard Baer : Victor Mayer, le chef
- Élodie Fontaine : Lili-Beth Latendresse, la fille de Sonia
- Sylvain Marcel : Ludger
- Normand Chouinard : le père de Sonia
- Oussama Fares : Sami
- Douaa Kachache : Aya
- Michèle Deslauriers : la mairesse du village
- Lélia Nevert : Gaëlle Meyer, la fille de Victor
- Dominic Paquet : le douanier Michel Pépin
- Édith Cochrane : la fermière
- Emmanuel Bilodeau : le fermier
- Christophe Vienne : le chef Jérôme Crapp
- Myriam LeBlanc : l'institutrice
- Fabrice de la Villehervé : Arthur
- Nicolas Pinson : Mario
- Pablo Diconca : Daniel Sanchez
- Agathe Ledoux : Mégane Moisan
- Hubert Proulx : l'éleveur de poules en liberté
- Katherine Adams : Lucie